# Storm Prediction Center
O Storm Prediction Center (SPC, em português Centro de Previsão de Tempestade) é uma agência governamental que faz parte dos Centros Nacionais de Previsão Ambiental (NCEP), operando sob o controle do Serviço Nacional de Meteorologia dos Estados Unidos (NWS), que por sua vez faz parte do Administração Oceânica e Atmosférica Nacional (NOAA) do Departamento de Comércio dos Estados Unidos (DoC).
Com sede no National Weather Center em Norman, Oklahoma, o Storm Prediction Center tem a tarefa de prever o risco de fortes tempestades e tornados nos Estados Unidos. Ele emite perspectivas convectivas, discussões de mesoescala e alertas como parte desse processo. Perspectivas convectivas são emitidas para os oito dias seguintes (emitidas separadamente para o dia 1 dia 2, dia 3 e dias 4 a 8), e detalha o risco de fortes tempestades e tornados durante o período de previsão fornecido, embora detalhes de tornado, granizo e vento estejam disponíveis apenas para os dias 1 e 2. Dia 3, bem como 4-8, usam uma escala probabilística, determinando a probabilidade de um evento de clima severo em categorias de percentagem.
As discussões de mesoescala são emitidas para fornecer informações sobre certas regiões individuais onde o tempo severo está se tornando uma ameaça e declara se um alerta é provável e seus detalhes, particularmente no que diz respeito às condições propícias ao desenvolvimento de fortes tempestades a curto prazo, bem como situações de isolamento clima severo quando os alertas não são necessários. Os alertas são emitidos quando os meteorologistas estão confiantes de que ocorrerá um mau tempo e geralmente precedem o início do mau tempo em uma hora, embora isso às vezes varie dependendo de certas condições atmosféricas que podem inibir ou acelerar o desenvolvimento convectivo.
A agência também é responsável pela previsão do tempo de incêndio (indicando condições favoráveis para incêndios florestais) nos EUA contíguos, emitindo perspectivas de tempo de incêndio para dias 1, 2 e 3–8, que detalham áreas com vários níveis de risco para condições de incêndio (como níveis de incêndio e alertas de incêndio).

## História
O Storm Prediction Center começou em 1952 como SELS (Severe Local Storms Unit), o Serviço Nacional de Meteorologia dos Estados Unidos em Washington, D.C. Em 1954, a unidade transferiu suas operações de previsão para Kansas City, Missouri. SELS começou a emitir perspectivas convectivas para atividade prevista de tempestades em 1955, e começou a emitir resumos de radar em intervalos de três horas em 1960; com as funções aumentadas de compilar e disseminar resumos de radar, esta unidade tornou-se o National Severe Storms Forecast Center (NSSFC) em 1966, permanecendo com sede em Kansas City.
Em 1968, o National Severe Storms Forecast Center começou a emitir relatórios de status sobre alertas meteorológicos; a agência então fez a sua primeira transmissão de dados computadorizada em 1971. Em 2 de abril de 1982, a agência emitiu o primeiro alerta de "Situação Particularmente Perigosa", que indica a ameaça iminente de um grande evento climático severo durante o período do alerta. Em 1986, o NSSFC introduziu dois novos produtos de previsão: a Perspectiva Convectiva do Dia 2 (que inclui previsões probabilísticas para áreas delineadas de risco de tempestade para o dia seguinte) e a Discussão de Mesoescala (uma previsão de curto prazo delineando áreas específicas sob ameaça de tempestade severa desenvolvimento).
Em outubro de 1995, o National Severe Storms Forecast Center transferiu suas operações para Norman, Oklahoma, e foi rebatizado de Storm Prediction Center. Naquela época, o centro de orientação estava localizado no Aeroporto Max Westheimer (agora Aeroporto da Universidade de Oklahoma Westheimer ), co-localizado no mesmo edifício que o Laboratório Nacional de Tempestades Severas dos Estados Unidos e o Escritório de Previsão do Tempo do Serviço Meteorológico Nacional local (o último dos quais, além de divulgar as previsões, supervisiona a emissão de alertas e alertas meteorológicos para os dois terços ocidentais de Oklahoma e as porções ocidentais do norte do Texas, e emite atualizações de esboço e status para alertas de tempestade severa e tornado emitidos pelo SPC que incluem áreas servidas por o escritório de Norman). Em 1998, o centro começou a emitir o National Fire Weather Outlook para fornecer previsões para áreas potencialmente suscetíveis ao desenvolvimento e propagação de incêndios florestais com base em certos fatores meteorológicos. O Perspectivas Convectivas do Dia 3 (que é semelhante em formato à previsão do Dia 2) foi publicado pela primeira vez em uma base experimental em 2000, e tornou-se um produto oficial em 2001.
Em 2006, o Storm Prediction Center, o National Severe Storms Laboratory e o National Weather Service Norman Forecast Office transferiram as suas respectivas operações para o recém-construído National Weather Center, próximo ao aeroporto de Westheimer. Desde a mudança da agência para Norman, o 557th Weather Wing na Offutt Air Force Base assumiria o controle da emissão de produtos de clima severo do Storm Prediction Center no caso de o SPC não ser mais capaz de emiti-los em caso de interrupção (como uma falha do sistema de computador ou interrupção de energia em todo o edifício) ou emergência (como uma forte circulação de tornado ou tornado no solo que se aproxima) afetando o campus de Norman; em 1 de abril de 2009, o SPC reatribuiu as responsabilidades de emissão dos produtos do centro em tais situações para o 15º Esquadrão Operacional de Meteorologia baseado na Base Aérea Scott.

## Visão geral
O Storm Prediction Center é responsável por prever o risco de mau tempo causado por fortes tempestades, especificamente aquelas que produzem tornados, granizo de 2.5 cm (1 in) de diâmetro ou maior e/ou ventos de 93 km/h (58 mph) [50 nós] ou mais. A agência também prevê tempestade de inverno perigosos e condições climáticas de incêndio. Ele faz isso principalmente emitindo perspectivas convectivas, alertas de trovoada severos, alertas de tornado e discussões de mesoescala.
Há um processo de três fases em que a área, período de tempo e detalhes de uma previsão de tempo severo são refinados de uma previsão em larga escala de perigos potenciais para uma previsão mais específica e detalhada de quais perigos são esperados, e onde e em em que período de tempo se espera que ocorram. Se garantido, as previsões também aumentarão em gravidade por meio desse processo de três estágios.
O Storm Prediction Center emprega um total de 43 pessoas, incluindo cinco analistas principais, dez analistas de mesoescala/perspectiva e sete analistas assistentes de mesoescala. Muitos previsores e equipas de apoio do SPC estão fortemente envolvidos na pesquisa científica de clima severo e perigoso. Isso envolve a realização de pesquisas aplicadas e a redação de artigos técnicos, o desenvolvimento de materiais de treinamento, a realização de seminários e outras apresentações locais e nacionais, a participação em conferências científicas e a participação em experimentos climáticos.

## Perspectivas convectivas
O Storm Prediction Center emite perspectivas convectivas (AC), consistindo em previsões categóricas e probabilísticas que descrevem a ameaça geral de tempestades convectivas severas sobre os Estados Unidos contíguos pelas próximas seis a 192 horas (dia 1 ao dia 8). Essas perspectivas são rotuladas e emitidas por dia e são emitidas até cinco vezes por dia.
Os riscos categóricos são TSTM (para Thunder Storm : área sombreada em verde claro - representada como uma linha marrom antes de abril de 2011 - indicando um risco de tempestades gerais), "MRGL" (para Marginal: área sombreado verde mais escuro, indicando um risco muito baixo, mas presente de clima severo); "SLGT" (para Slight: área sombreada em amarelo - anteriormente representada como uma linha verde - indicando um leve risco de mau tempo); "ENH" (para Enhanced: área sombreada em laranja, que substituiu a extremidade superior da categoria SLGT em 22 de outubro, 2014); "MDT" (para Moderate: área sombreada em vermelho - anteriormente representada como uma linha vermelha - indicando um risco moderado de mau tempo); e "ALTO" (área sombreada em rosa - anteriormente representada como uma linha fúcsia - indicando um alto risco de mau tempo). Áreas severas significativas (referidas como " áreas hachuradas " devido à sua representação nos mapas de perspectiva) referem-se a uma ameaça de aumento da intensidade da tempestade que é de níveis "severos significativos" (F2/EF2 ou tornado mais forte, 5.1 cm (2 in) ou granizo maior, ou 121 km/h (75 mph) ventos ou maiores).
Em abril de 2011, o SPC introduziu um novo formato gráfico para as suas perspetivas categóricas e probabilísticas, que incluía o sombreamento das áreas de risco (sendo também alteradas as cores correspondentes a cada categoria, conforme referido acima) e população, concelho/freguesia/sobreposições municipais e interestaduais. Os novos mapas sombreados também incorporaram uma paleta de cores revisada para as categorias de probabilidade sombreadas em cada perspectiva.
Em 2013, o SPC incorporou uma pequena tabela sob o mapa de categoria de risco Convective Outlook que indica a área total de cobertura por milhas quadradas, a população total estimada afetada e as principais cidades incluídas em uma área de risco climático severo.
As previsões públicas de clima severo (PWO) são emitidas quando um surto significativo ou generalizado é esperado, especialmente para tornados. De novembro a março, também pode ser emitido para qualquer ameaça de tornados significativos nas horas noturnas, observando a menor consciência e maior perigo de tornados nessa época do ano.

### Categorias

Um exemplo de dia de risco aumentado sobreposto ao radar com alertas de trovoada severos em vigor

Um dia de risco marginal indica tempestades de organização, longevidade, cobertura e/ou intensidade apenas limitadas, tipicamente tempestades isoladas severas ou quase severas com danos limitados pelo vento, grande granizo e talvez um tornado. Rajadas de vento de pelo menos 97 km/h (60 mph) e granizo de cerca de 2.5 cm (1 in) de diâmetro são ameaças de tempestade comuns dentro de um risco marginal; dependendo do cisalhamento do vento suficiente, um tornado - geralmente de intensidade fraca (EF0 a EF1) e curta duração - pode ser possível. Esta categoria substituiu a categoria "VER TEXTO" em 22 de outubro, 2014.
Um dia de risco leve normalmente indicará que a ameaça existe para clima severo espalhado, incluindo danos de vento espalhados (produzidos por ventos sustentados em linha reta e/ou rajadas de 97 to 113 km/h (60 to 70 mph), granizo forte espalhado (variando em tamanho de 0.64 cm (.25 in) a 4.4 cm (1.75 in) ) e/ou tornados isolados (frequentemente de duração mais curta e variando de intensidade fraca a moderada, dependendo do cisalhamento do vento disponível e outros parâmetros atmosféricos suficientes). Durante a alta temporada de clima severo, a maioria dos dias apresenta um pequeno risco em algum lugar dos Estados Unidos. Eventos graves significativos isolados são possíveis em algumas circunstâncias, mas geralmente não são generalizados.
Um dia de risco aumentado indica que há uma ameaça maior para clima severo do que aquele que seria indicado por um risco leve, mas as condições não são adequadas para o desenvolvimento de um clima severo significativo generalizado para exigir uma categoria moderada. Espera-se que as tempestades severas sejam mais concentradas e de intensidades variadas. Esses dias são bastante frequentes no pico da temporada de clima severo e ocorrem ocasionalmente em outras épocas do ano. Esta categoria de risco substituiu o limite superior de "leve" em 22 de outubro de 2014, embora algumas situações que anteriormente justificavam um risco moderado tenham sido reclassificadas como aprimoradas (ou seja, 45% de vento ou 15% de tornado sem área significativa).
Um dia de risco moderado indica que um clima severo mais generalizado e/ou mais perigoso é possível (às vezes com grandes furacões), com um clima severo significativo frequentemente mais provável. Numerosos tornados (alguns dos quais podem ser fortes e potencialmente de longo curso), danos de vento mais generalizados ou graves e/ou granizo muito grande/destrutivo (até ou superior a 5.1 cm (2 in) de diâmetro) pode ocorrer. Grandes eventos, como grandes surtos de tornado ou eventos de vento em linha reta generalizada, às vezes também são possíveis em dias de risco moderado, mas com maior incerteza. Dias de risco moderado não são tão incomuns e geralmente ocorrem várias vezes por mês durante o pico da temporada de clima severo e, ocasionalmente, em outras épocas do ano. As áreas de risco leve e aumentado normalmente circundam áreas de risco moderado, onde a ameaça é menor.
Um dia de alto risco indica uma probabilidade considerável de clima severo a extremo, geralmente um grande surto de tornado ou (com muito menos frequência) um evento de derecho extremo. Nesses dias, existe o potencial para um clima extremamente severo e com risco de vida. Isso inclui tornados fortes ou violentos generalizados que podem permanecer no solo por meia hora ou mais, ou ventos em linha reta muito destrutivos. O granizo não pode verificar ou produzir um alto risco por si só, embora tal dia geralmente envolva uma ameaça de granizo generalizado, muito grande e prejudicial também. Muitos dos dias de clima severo mais prolíficos foram dias de alto risco. Esses dias são raros; um alto risco é normalmente emitido (no máximo) apenas algumas vezes por ano (consulte a Lista de dias de alto risco do Storm Prediction Center). As áreas de alto risco geralmente são cercadas por uma área de risco moderado maior, onde a incerteza é maior ou a ameaça é um pouco menor.
O Storm Prediction Center começou a pedir comentários públicos sobre as adições categóricas propostas às Perspectivas Convectivas do Dia 1-3 em 21 de abril de 2014, por um período de dois meses. O Storm Prediction Center ampliou este sistema a partir de 22 de outubro de 2014, adicionando duas novas categorias de risco às três usadas originalmente. As novas categorias que foram adicionadas são um "risco marginal" (substituindo os contornos "VER TEXTO", veja abaixo) e um "risco aumentado". O último é usado para delinear áreas onde ocorrerão condições meteorológicas severas que se enquadrariam nos critérios de probabilidade anteriores de um risco leve superior, mas não garantem a emissão de um risco moderado. Na ordem da menor para a maior ameaça, essas categorias são classificadas como: marginal, leve, aprimorada, moderada e alta.

### Emissão e uso
Nota: Área SEVERA SIGNIFICATIVA necessária onde tipo formatado negrito itálico – caso contrário, por omissão para a categoria inferior seguinte.
| Probabilidade da perspectiva | TORN          | VENTO         | SARAIVA       |
| ---------------------------- | ------------- | ------------- | ------------- |
| Sem trovoadas                | Sem trovoada  | Sem trovoada  | Sem trovoada  |
| < 2%                         | Sem severo    | não utilizado | não utilizado |
| 2%                           | MRGL          | não utilizado | não utilizado |
| < 5%                         | não utilizado | Não Severo    | Não Severo    |
| 5%                           | SLGT          | MRGL          | MRGL          |
| 10%                          | ENH           | não utilizado | não utilizado |
| 15%                          | MDT           | SLGT          | SLGT          |
| 30%                          | ALTO          | ENH           | ENH           |
| 45%                          | ALTO          | MDT           | MDT           |
| 60%                          | ALTO          | ALTO          | MDT           |

| Probabilidade da perspetiva | Combinado TORN, VENTO, E SARAIVA |
| --------------------------- | -------------------------------- |
| Sem trovoadas               | Sem trovoada                     |
| < 5%                        | Não Severo                       |
| 5%                          | MRGL                             |
| 15%                         | SLGT                             |
| 30%                         | ENH                              |
| 45%                         | MDT                              |
| 60%                         | ALTO                             |

| Probabilidade da perspectiva | Combinado TORN, VENTO, e SARAIVA |
| ---------------------------- | -------------------------------- |
| < 15%                        | Sem Área                         |
| 15%                          | Severo (15%)                     |
| 30%                          | Severo (30%)                     |

As perspectivas convectivas são emitidas pelo Storm Prediction Center no horário Zulu (também conhecido como Universal Coordinated Time ou UTC).
As categorias à direita referem-se aos níveis de risco para eventos climáticos severos específicos ocorrendo dentro de 40 km (25 mi) de qualquer ponto da região delimitada, conforme descrito na seção anterior. A Perspectiva Convectiva Dia 1, emitido cinco vezes por dia às 0600Z (válido de 1200Z do dia atual até 1200Z do dia seguinte), 1300Z e 1630Z (as "atualizações matinais", válido até 1200Z do dia seguinte), 2000Z (a "atualização da tarde," válida até 1200Z do dia seguinte), e a 0100Z (a "atualização da noite," válida até 1200Z do dia seguinte), fornece uma previsão textual, mapa de categorias e probabilidades e gráfico de probabilidades. Antes de 28 de janeiro de 2020, o Dia 1 era atualmente a única perspectiva a emitir probabilidades específicas de tornados, granizo ou vento. É a perspectiva mais descritiva e de maior precisão e, normalmente, tem os níveis de probabilidade mais altos.
As perspectivas do Dia 2, emitidas duas vezes ao dia às 0600Z e 1730Z, referem-se aos riscos previstos de tempo convectivo para o dia seguinte (1200Z a 1200Z do próximo dia de calendário; por exemplo, uma perspectiva do Dia 2 emitida em 12 de abril de 2100 seria válida a partir de 1200Z em 13 de abril de 2100 a 1200Z em 14 de abril de 2100) e incluem apenas um esboço categórico, uma descrição textual e um mapa de categorias e probabilidades. Os riscos moderados do dia 2 são bastante incomuns e um risco alto do dia 2 foi emitido apenas duas vezes (para 7 de abril de 2006 e para 14 de abril de 2012 ).  Probabilidades de tornados, granizo e vento que se aplicam à Perspectiva Convectiva do Dia 1 foram incorporadas à Perspectiva Convectiva do Dia 2 em 28 de janeiro de 2020, citando pesquisas para operações SPC e melhorias na orientação de previsão numérica que aumentaram a confiança do previsor na estimativa de risco para esses perigos nesse período. As previsões probabilísticas de risco individual substituíram o gráfico de probabilidade "severo total" existente para tempestades convectivas severas gerais que tinham sido usadas para a previsão do Dia 2 de antemão.
As perspectivas do Dia 3 referem-se ao dia depois de amanhã e incluem os mesmos produtos (esboço categórico, descrição de texto e gráfico de probabilidade) que as perspectivas do dia 2. Em junho de 2012, o SPC prevê áreas gerais de risco de tempestade. As previsões de probabilidade mais alta são cada vez menos prováveis à medida que o período de previsão aumenta devido à diminuição da capacidade de previsão com antecedência. Os riscos moderados do Dia 3 são bastante raros; estes foram emitidos apenas dezenove vezes desde que o produto se tornou operacional (mais recentemente, em 12 de abril de 2020). Os altos riscos do dia 3 nunca são emitidos e os padrões operacionais não permitem isso. Isso é mais provável porque exigiria um alto grau de certeza (60%) para um evento que ainda estava a pelo menos 48 horas de distância e um nível razoável de confiança de que o referido surto de tempestade severa incluiria clima severo significativo (EF2 + tornados, ventos com força de furacão e/ou granizo do tamanho de um ovo).
As perspectivas do dia 4–8 são o Produto de previsão SPC oficial de mais longo prazo e costumam mudar significativamente de um dia para o outro. Essa previsão estendida para clima severo era um produto experimental até 22 de março de 2007, quando o Storm Prediction Center o incorporou como um produto oficial. As áreas são delineadas nesta previsão que têm pelo menos 15% ou 30% de chance de clima severo no período do Dia 4-8 (equivalente a um risco leve e um risco aumentado, respectivamente); como a confiança do previsor não está totalmente decidida sobre como o tempo severo irá evoluir em mais de três dias, a perspectiva do Dia 4-8 apenas descreve as áreas nas quais tempestades severas estão previstas para ocorrer durante o período com probabilidade de 15% e 30%, e não utiliza outras áreas de risco categóricas ou descreve onde ocorrerá atividade geral (não severa) de tempestades.
Escritórios locais de previsão do tempo do Serviço Nacional de Meteorologia, estações de rádio e televisão e planejadores de emergência costumam usar as previsões para avaliar as ameaças climáticas potencialmente severas em suas áreas.  Mesmo depois que as categorias de risco marginal e aumentado foram adicionadas em outubro de 2014, algumas estações de televisão continuaram a usar o sistema original de três categorias para delinear os riscos climáticos severos previstos (embora as estações que fazem isso possam utilizar perspectivas de clima severo interno que variam para algum grau das perspectivas convectivas do SPC), enquanto alguns outros que mudaram para o sistema atual optaram por não delinear as áreas de risco marginal.
Geralmente, os limites ou linhas de perspectiva convectiva - tempestades gerais (verde claro), marginal (verde escuro), leve (amarelo), realçado (laranja), moderado (vermelho) e alto (roxo) - serão continuados como uma seta ou linha não preenchido com a cor se a área de risco entrar em outro país (Canadá ou México) ou através das águas além da costa dos Estados Unidos. Isso indica que o risco de mau tempo também é válido naquela área geral do outro lado da fronteira ou fronteira oceânica.

## Discussões de mesoescala
As discussões de mesoescala (MDs) do SPC cobriam a convecção (discussões convectivas de mesoescala [MCDs]) e precipitação (discussões de precipitação de mesoescala [MPDs]); MPDs agora são emitidos pelo Weather Prediction Center (WPC). Os MCDs geralmente precedem a emissão de um tornado ou de uma tempestade severa de trovoada, em uma a três horas, quando possível.  As discussões de mesoescala são projetadas para dar aos meteorologistas locais uma atualização sobre uma região onde uma ameaça de mau tempo está emergindo e uma indicação da probabilidade de um alerta e detalhes disso, bem como situações de mau tempo isolado quando os alertas não são necessários. Os MCDs contêm informações meteorológicas sobre o que está acontecendo e o que se espera que aconteça nas próximas horas, além do raciocínio da previsão em relação aos alertas do tempo. As discussões de mesoescala são freqüentemente emitidas para atualizar informações sobre alertas já em vigor e, às vezes, quando um deve ser cancelado. As discussões de mesoescala são ocasionalmente usadas como aviso prévio de uma atualização categórica de uma perspectiva convectiva programada.

### Exemplo

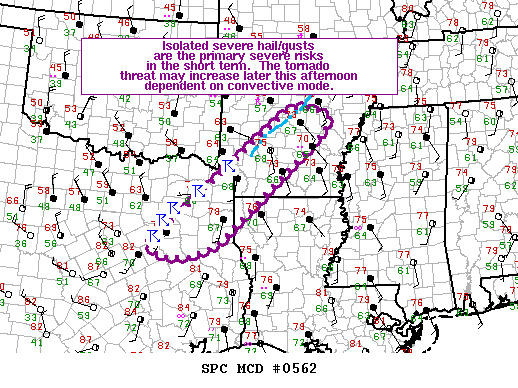
Gráfico associado ao exemplo de discussão de mesoescala

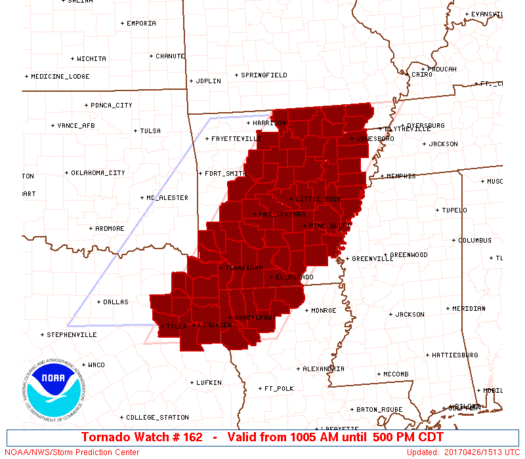
Gráfico associado ao alerta de exemplo

Mesoscale Discussion 0562
   NWS Storm Prediction Center Norman OK
   0105 PM CDT Wed Apr 26 2017

   Areas affected...central AR into northwester{{Clarification}} LA and northeast TX

   Concerning...Tornado Watch 162...

   Valid 261805Z - 261930Z

   The severe weather threat for Tornado Watch 162 continues.

   SUMMARY...Isolated severe hail/gusts are the main severe risks in
   the short term (next 1-3 hours).  The tornado threat may increase
   later this afternoon dependent on quasi-discrete supercells
   developing ahead of the cold front.

   DISCUSSION...Radar mosaic shows a relatively weak squall line over
   central AR with the mean flow largely parallel to the gust front of
   the squall line.  Severe weather is not expected in the short term
   associated with this part of the convective line.  Farther south,
   strengthening updrafts on or immediately behind the surface wind
   shift have led to the development of strong/severe storms developing
   from northeast TX into far southwestern AR.  Isolated large
   hail/severe gusts are the primary hazards with this activity over
   the next 1-3 hours.

   A very stout cap was noted in the 12z SHV raob and the 18z SHV raob
   exhibited much reduced convective inhibition compared to this
   morning in the 850-650 mb layer.  Although strengthening and veering
   flow with height in the lowest 1 km was noted --resulting in some
   enlargement to the hodograph-- considerable backing of flow in the
   750-500 mb layer would tend to be suboptimal for tornadic low-level
   mesocyclones.  Nonetheless, gradual moistening in the low levels is
   expected.  It appears the risk for strong tornadoes may be less than
   previously thought---although some risk remains.

   ..Smith.. 04/26/2017

## Alertas meteorológicos
Os alertas (WWs) emitidos pelo SPC têm geralmente menos de 52,000–129,000 km2 (20,000–50,000 sq mi) na área e são normalmente precedidos por uma discussão de mesoescala. Os alertas devem ser emitidos antes da chegada de mau tempo entre uma a seis horas. Eles indicam que as condições são favoráveis para tempestades capazes de produzir vários modos de clima severo, incluindo granizo grande, ventos em linha reta prejudiciais e/ou tornados. No caso de tempestades severas organizadas, são esperadas tempestades severas, mas as condições não são consideradas especialmente favoráveis para tornados (embora possam ocorrer em áreas onde um está em vigor, e algumas declarações de observação de tempestades severas emitidas pelo SPC podem observar um ameaça de atividade isolada de tornado se as condições forem de modesta favorabilidade para a rotação da tempestade capaz de induzi-las), ao passo que para alertas de tornado as condições são consideradas favoráveis para tempestades severas para produzir tornados.
Em situações em que um previsor espera uma ameaça significativa de clima extremamente severo e com risco de vida, um alerta com uma formulação especial aprimorada, "Situação Particularmente Perigosa" (PDS), é emitido subjetivamente.  Ocasionalmente, é emitido com alertas de tornado, normalmente para o potencial de grandes surtos de tornado, especialmente aqueles com uma ameaça significativa de vários tornados capazes de produzir danos F4/EF4 e F5/EF5 e/ou permanecer no solo por um longo período - às vezes ininterrupto - caminhos.  A observação de tempestades severas de PDS é muito rara e normalmente é reservada para eventos derecho que impactam áreas densamente povoadas.
Os alertas não são "avisos", onde existe uma ameaça imediata do tempo severo à vida e à propriedade. Embora os avisos de tempestades e tornados sejam idealmente o próximo passo após os alertas, os alertas cobrem uma ameaça de tempestades severas organizadas em uma área maior e podem nem sempre preceder um aviso; alertas "desfeitas" (busts) às vezes ocorrem, caso a atividade da tempestade não ocorra ou aquela que se desenvolve nunca atinge o nível de gravidade originalmente previsto. Os avisos são emitidos pelos escritórios locais do Serviço Meteorológico Nacional, não pelo Storm Prediction Center, que é um centro de orientação nacional.
O processo de emissão de um alerta convectivo começa com uma chamada em conferência do SPC para os escritórios locais da NWS. Se, após a colaboração, um alerta for considerado necessário, o Storm Prediction Center emitirá um produto de aproximação de alerta que é seguido pelo escritório local da NWS que emite um produto de alerta específico com base no condado. Este último produto é responsável por disparar mensagens de alerta público via televisão, estações de rádio e Rádio Meteorológica NOAA. O produto de aproximação de alerta descreve regiões específicas cobertas pelo alerta (incluindo a área delimitada aproximada em milhas estatutárias) e seu tempo de expiração (com base no (s) fuso (s) horário (s) local (ais) das áreas sob observação), ameaças potenciais associadas, um sinopse meteorológico das condições atmosféricas favoráveis ao desenvolvimento de tempestades severas, condições de aviação previstas e uma mensagem pré-determinada informando o público do significado por trás do alerta e estar atento a quaisquer avisos ou previsões meteorológicas que possam ser emitidas pelo escritório local do Serviço Meteorológico Nacional.
Os produtos de alerta descritivos fornecem uma representação visual do mapa do alerta emitido; o SPC normalmente delineia alertas dentro deste produto na forma de "caixas", que tecnicamente são representadas como quadrados, retângulos (horizontal ou vertical) ou paralelogramos, dependendo da área que cobre. As jurisdições delineadas pelo produto de alerta com base no condado como estando incluídas na área do alerta podem diferir da caixa do alerta real; como tal, certos condados, freguesias ou bairros não cobertos pelas franjas da caixa do alerta podem realmente ser incluídos no alerta e vice-versa. Os alertas podem ser expandidos, contratados (removendo jurisdições onde os previsores SPC e NWS não consideram mais que haja uma ameaça viável de mau tempo, caso em que a caixa de alerta pode assumir uma representação trapezoidal em produtos de alertas baseados em mapas) ou cancelados antes de seu tempo definido de expiração pelos escritórios locais da NWS.

### Exemplo
URGENT - IMMEDIATE BROADCAST REQUESTED
   Tornado Watch Number 162
   NWS Storm Prediction Center Norman OK
   1005 AM CDT Wed Apr 26 2017

   The NWS Storm Prediction Center has issued a

   * Tornado Watch for portions of
     Much of Arkansas
     Northwest Louisiana
     Northeast Texas

   * Effective this Wednesday morning and afternoon from 1005 AM
     until 500 PM CDT.

   * Primary threats include...
     A few tornadoes likely with a couple intense tornadoes possible
     Widespread large hail likely with isolated very large hail
       events to 2 inches in diameter possible
     Widespread damaging wind gusts to 70 mph likely

   SUMMARY...Severe storms will move across the watch area through this
   afternoon, posing a risk of locally damaging winds, large hail, and
   a few tornadoes.  An isolated strong tornado or two is also
   possible.

   The tornado watch area is approximately along and 90 statute miles
   east and west of a line from 25 miles north of Walnut Ridge AR to 35
   miles southeast of Longview TX. For a complete depiction of the
   watch see the associated watch outline update (WOUS64 KWNS WOU2).

   PRECAUTIONARY/PREPAREDNESS ACTIONS...

   REMEMBER...A Tornado Watch means conditions are favorable for
   tornadoes and severe thunderstorms in and close to the watch
   area. Persons in these areas should be on the lookout for
   threatening weather conditions and listen for later statements
   and possible warnings.

   &&

Source:

## Produtos climáticos de fogo
| Perspetiva de probalidade | CRITÍCA       | SECO TSTM     |
| ------------------------- | ------------- | ------------- |
| < 10%                     | não utilizado | No Área       |
| 10%                       | não utilizado | MARGINAL      |
| < 40%                     | No Área       | não utilizado |
| 40%                       | MARGINAL      | CRITÍCO       |
| 70%                       | CRITÍCO       | não utilizado |

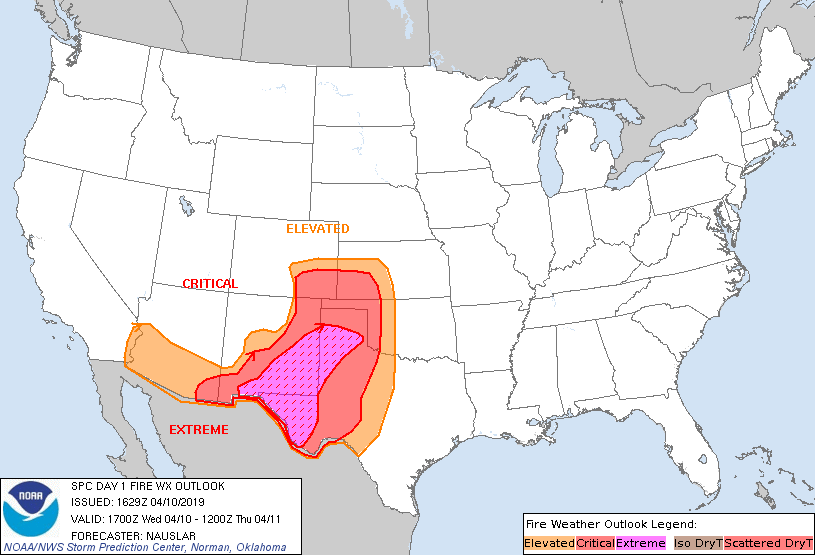
Mapa de Perspectiva de Fogo do Dia 1 emitido pelo Storm Prediction Center em 10 de abril de 2019, mostrando condiçĩes extremamente critícos sobre porções do Novo México e Texas

O Storm Prediction Center também é responsável por emitir previsões meteorológicas de incêndio (FWD) para o território continental dos Estados Unidos. Essas perspectivas são um produto de orientação para agências governamentais locais, estaduais e federais, incluindo escritórios locais do Serviço Meteorológico Nacional, na previsão do potencial de incêndios florestais. As perspectivas emitidas são para o Dia 1, Dia 2 e Dias 3-8. O produto do Dia 1 é emitido às 4:00 a.m. Hora Central e é atualizado às 1700Z, e é válido de 1200Z a 1200Z no dia seguinte. A perspectiva do Dia 2 é emitida às 1000Z e atualizada às 2000Z para o período de previsão de 1200Z a 1200Z no dia seguinte. A perspectiva dos Dias 3-8 é emitida às 2200Z e é válida de 1200Z dois dias após a data atual do calendário até 1200Z sete dias após a data atual do calendário.
Existem quatro tipos de áreas de previsão do tempo de incêndio: "Ver Texto", uma "Área crítica de clima de incêndio para vento e humidade relativa", "Área de clima extremamente crítica para vento e humidade relativa" e "Área crítica de clima de incêndio para Tempestades secas". O tipo de perspectiva depende das condições meteorológicas previstas, da gravidade da ameaça prevista e da climatologia local de uma região prevista. "Ver Texto" é um rótulo de mapa usado para delinear áreas onde o potencial de incêndio é grande o suficiente para representar uma ameaça limitada, mas não o suficiente para justificar uma área crítica, semelhante a áreas que usam o mesmo título de notação que eram anteriormente delineadas em perspectivas convectivas. Áreas críticas para incêndios climáticos para vento e humidade relativa são normalmente emitidas quando ventos fortes ( >  32 km/h (20 mph); 24 km/h (15 mph) para a Flórida ) e baixa humidade relativa (geralmente<20%) devem ocorrer onde existem combustíveis secos, semelhante a um risco leve, aumentado ou moderado de clima severo. Áreas críticas de tempo de incêndio para tempestades secas são normalmente emitidas quando tempestades generalizadas ou numerosas produzindo chuva de pouca acumulação para fornecer humedecimento do solo suficiente ( < 2.5 mm (0.10 in) ) são esperados para ocorrer onde existem combustíveis secos. Áreas de clima extremamente crítico para vento e humidade relativa são emitidas quando ventos muito fortes e humidade muito baixa são esperados para ocorrer com combustíveis muito secos. Áreas extremamente críticas são emitidas relativamente raramente, semelhante à frequência muito baixa de áreas de alto risco em perspectivas convectivas (consulte a Lista de dias extremamente críticos do Centro de Previsão de Tempestades ).